# 张宏福
张宏福（1962年8月—），陕西山阳人。中国岩石地球化学家，西北大学地质学系教授，中国科学院院士。

## 生平
1962年，张宏福出生于陕西省山阳县，1985年毕业于西北大学地质系，1988年在中国地质大学（北京）获硕士学位，1998年于英国伦敦大学皇家哈洛威学院获博士学位。
张宏福主要从事大陆岩石圈地幔地球化学研究。
2017年当选中国科学院地学部院士。